# Liste des seigneurs de Tallard
Les seigneurs de la vicomté de Tallard sont,,,,,,: 
- ????-1213 : Tiburge et Raimbaud d'Orange, cousins et co-seigneurs de Tallard[8]
- 1213-1326 : l'Ordre de Saint-Jean de Jérusalem
- 1326-1400 : Trians, vicomte de Tallard[9]

1. Arnaud de Trians[10], marié à Constance de Narbonne.
2. Louis de Trians (fils du précédent), marié à Anne de Terride, puis à Mabile d'Agoult.
3. Raimond de Trians (fils du précédent)
4. Anne de Trians (fille du précédent)

- 1400-1439 : Sassenage, vicomte de Tallard

1. Antoine de Sassenage (époux de la précédente)[11]
2. Françoise de Sassenage (petite-fille du précédent)

- 1439-1600 : Clermont, vicomte de Tallard

1. Antoine de Clermont (époux de la précédente)
2. Bernardin de Clermont (fils du précédent), marié à Anne de Husson en 1496
3. Antoine III de Clermont (fils du précédent), marié à Françoise de Poitiers en 1532
4. Claude de Clermont (fils du précédent), mort à la bataille de Montcontour en 1569, sans avoir contracté d'alliance.
5. Henri Antoine de Clermont (frère du précédent), mort au  siège de la Rochelle en 1573, marié à Diane de La Marck en 1570
6. Charles-Henri de Clermont (fils du précédent), marié à Catherine d'Escoubleau de Sourdis en 1597

- 1600-1648 : Bonne d'Auriac, vicomte de Tallard

1. Etienne de Bonne d'Auriac (acquéreur du précédent)[12],[13]
2. Alexandre de Bonne d'Auriac (fils du précédent), marié à Marie de Neufville-Villeroy
3. Catherine de Bonne (fille du précédent)

- 1648 -1755 : Hostun, duc de Tallard[14]

1. Roger d'Hostun (époux de la précédente)
2. Camille d'Hostun, duc d'Hostun (fils du précédent), marié à Marie-Catherine de Grolée en 1677
3. Joseph-Marie d'Hostun, duc d'Hostun (fils du précédent), marié à Marie-Gabrielle de Rohan en 1713
4. Louis-Charles d'Hostun, duc d'Hostun (fils du précédent), marié en 1732 à Marie-Victoire de Prie

- 1755-1789 :Sassenage-Bruck

1. Françoise de Sassenage, (héritière du précédent), mariée à Thimoléon comte de Maugiron, puis en secondes noces à Armand-Sébastien de Bruck
2. Tallard passe ensuite aux filles de la précédente et d'Armand de Bruck